# Karl Schmutzler
Karl Schmutzler (* 14. November 1932 in Zwickau; † 25. Februar 2016) war ein deutscher Politiker (1952–1990 DBD, danach CDU).
Schmutzler war von Beruf Meister der Tierzucht und Diplomagrar-Tierzuchtleiter. Er machte zunächst eine Landwirtschaftslehre und war danach Landwirtschaftsgehilfe. Von 1952 bis 1954 war er Wirtschaftsleiter, danach von 1959 bis 1963 Betriebsassistent, Produktionsleiter und Betriebsleiter im Bezirk Neubrandenburg. Von 1963 bis 1990 war er Direktor der VEG Tierzucht Neuenhagen und zuletzt deren Geschäftsführer.
1952 wurde Schmutzler Mitglied der Demokratischen Bauernpartei Deutschlands (DBD), die 1990 mit der CDU fusionierte. Von 1966 bis 1978 war er in der Gemeindevertretung Neuenhagen bei Berlin vertreten, von 1954 bis 1956 und ab 1980 war er Mitglied im Kreisvorstand der DBD. Am 17. März 1992 rückte Schmutzler für Klaus-Dieter Arlt in den Landtag von Brandenburg ein. Er blieb dort bis zum Ende der Wahlperiode 1994.